# Urážka na cti
Urážka na cti (difamace) spočívá v ublížení na cti druhé osoby urážkou, nadávkou, vydáním v posměch apod. V českém právu jde obecně pouze o přestupek, závažnější případy jsou hodnoceny jako trestný čin pomluvy, bránit se difamaci lze ale také soukromoprávní žalobou na ochranu osobnosti.

## Historie
V římském právu existovala iniuria, ovšem jen jako soukromý delikt. Později se za urážku na cti považovalo bezdůvodné a nepravdivé obvinění z trestného činu (ale pouze nižší intenzity, jinak by šlo už o zločin utrhání na cti) nebo jiného nečestného či nemravného jednání, obviňování z opovržlivých vlastností a vydávání ve veřejný posměch, případně i pravdivé zveřejňování jiných skutečností ze soukromého a rodinného života, které se však mohly dotknout veřejné cti druhé osoby a uvést ji tak v opovržení. Šlo o přestupek trestaný až půlročním vězením, pokud však byla urážka spáchána tiskem, byla potrestána jako přečin vězením až do jednoho roku. Zvláště šlo urazit i úřední nebo právnické osoby, přitěžujícími okolnostmi bylo, když urážka směřovala proti diplomatům, když urážející měl zvláštní povinnost zachovávat vůči druhému úctu nebo když uražený v důsledku difamace utrpěl škodu. Řízení šlo ovšem zahájit pouze na podnět uraženého (ledaže šlo o již zemřelou osobu, pak ji mohli bránit rodinní příslušníci) a bylo-li podmínkou trestnosti urážky na cti nepravdivé obvinění, mohl se urážející ubránit tzv. důkazem pravdy. Kromě potrestání pachatele se dotčená osoba mohla v civilním soudním řízení domoci i náhrady vzniklé majetkové újmy nebo veřejného odvolání nepravdivě zveřejněných údajů.
Roku 1933 byl vydán zvláštní zákon na ochranu cti, podle kterého bylo urážkou na cti navíc i zlé nakládání nebo i jen výhrůžka takovým nakládáním. Tresty se ale o něco snížily, za přestupek hrozila pokuta až do výše 5000 Kč nebo vězení do tří měsíců, přečin byl trestán pokutou do 10 000 Kč nebo vězením do půl roku. Také nebyla trestná urážka, pokud se tak stalo oprávněně, např. v rámci právní povinnosti či při uměleckém výkonu, a kromě důkazu pravdy se obviněný mohl ubránit i důkazem omluvitelného omylu. Soud dále mohl pouze vyslovit vinu, ale upustit od uložení trestu, jestliže k urážce zavdala příčinu druhá strana a obviněný jednal v rozčilení, případně pokud poté poskytl uraženému přiměřené zadostiučinění. Po roce 1950 se urážky na cti trestaly zase o něco mírněji, pokutou do 2500 Kčs, veřejným pokáráním nebo maximálně týdenním vězením. Řízení bylo navíc vedeno primárně k usmíření obou stran, nejdříve se o to měl pokusit příslušný místní, pak ještě okresní národní výbor, který až teprve poté mohl rozhodnout přímo ve věci.

## České právo
Moderní české právo urážku na cti kodifikuje jako přestupek proti občanskému soužití, který spáchá ten, kdo „jinému ublíží na cti tím, že ho zesměšní nebo ho jiným způsobem hrubě urazí“. Závažnější útoky na čest a důstojnost druhého lze již hodnotit jako trestný čin pomluvy. Protože jde o veřejnoprávní úpravu, není jejím smyslem soukromý zájem daného uraženého na získání přiměřeného zadostiučinění, ale veřejný zájem na obecné ochraně cti každého člověka. Hlavním předpokladem naplnění skutkové podstaty tohoto přestupku je proto také objektivní skutečnost ublížení na cti a nikoli jen subjektivní dojem druhé strany, naopak ale není nutné, aby se tak stalo veřejně. Řízení lze opět zahájit jen na návrh uraženého na cti, případně jeho zákonného zástupce či opatrovníka. Ve věci rozhoduje příslušná obec, která může přestupci uložit pokutu až do výše 10 000 Kč (resp. 15 000 Kč, je-li přestupek spáchán opakovaně), ale která má zároveň za povinnost nejdříve se pokusit obě strany smířit. Kromě této obecné úpravy difamace zná české právo ještě zvláštní případy trestných činů Pohrdání soudem, Urážka mezi vojáky a Ublížení parlamentáři.
Veřejnoprávní úprava urážky na cti ovšem nevylučuje, aby se uražený nedomáhal svých práv i soukromoprávní cestou prostřednictvím žaloby na odčinění nemajetkové újmy způsobené dotčením vážnosti a cti jakožto základních složek své osobnosti. Žalobou se může domoci toho, aby v urážkách nebylo pokračováno, aby byly odstraněny dosavadní následky a aby mu bylo poskytnuto přiměřené zadostiučinění, které může být především ve formě omluvy (morální satisfakce) a v závažných případech také v penězích (relutární satisfakce). Pro vznik odpovědnosti ale není podstatné, zda újma skutečně vznikla, stačí, když na základě daného jednání vzniknout mohla. A to objektivně posuzováno, protože vzhledem ke společenskému působení zmíněných práv také zde není rozhodné subjektivní přesvědčení dotčené osoby. Rozlišuje se ovšem, zda k zásahu došlo nepravdivými skutkovými tvrzeními difamačního charakteru, nebo nepřípustnými hodnotícími soudy o určité osobě. V případě skutkových tvrzení, jejichž pravdivost prokazuje žalovaný, který se proto může ubránit důkazem pravdy, je rozhodující, zda jsou v souladu se skutečností a zda ji nepřiměřeně nezkreslují. Hodnotící soudy se naopak nedokazují, protože jde o subjektivní názory. U těchto postojů se tak zkoumá jejich přiměřenost z hlediska formy, obsahu i místa projevu. Je-li kritika vzhledem ke všem okolnostem přiměřená, věcná a konkrétní, je kritikou oprávněnou, která do osobnostních práv nezasahuje. Sníženou míru ochrany před difamační kritikou mají ale osoby veřejného zájmu, kam spadají jak vykonavatelé veřejných úřadů, tak i jinak veřejně známé osoby, např. herci, zpěváci apod. V zásadě platí, že jde o kritiku dovolenou, ledaže je založena na nepravdivých údajích či jde o intenzivní exces v jinak ústavně chráněné svobodě projevu.

## Angloamerické právo
Ochranu cti a důstojnosti lidí v angloamerickém právu upravuje defamation law, v němž se rozlišuje libel, což je urážka na cti v trvalé formě, např. tiskem, a slander, při níž se obvykle uráží jen ústně. V obou případech jde ale vždy o občanskoprávní delikt (tort), který v prvním stupni projednávají soudní poroty. Aby byl žalobce úspěšný, musí jít o nepravdivé a skutečně dehonestující vyjádření učiněné veřejně přímo vůči němu, žalovaný se neubrání důkazem pravdy, není kryt poslaneckou indemnitou a nejde ani o případ věcné a oprávněné kritiky. Jako odškodnění mu může být přiznána finanční satisfakce, která může být navýšena v případě zlého úmyslu (aggravated damages) či stanovena přímo jako sankce, chtěl-li se urážející obohatit (punitive damages). Kromě toho lze žádat soudní zákaz publikace difamujících tvrzení (injunction) nebo morální zadostiučinění ve formě zveřejnění opravy či omluvy, rozšířená je veřejně přístupná omluva před soudem (statement in open court).